# Joaquim Setantí i Alzina
Joaquim Setantí i Alzina (Barcelona, 1550? — Barcelona, 1617) fou un militar, polític, escriptor i filòsof català.
Ciutadà honrat de Barcelona, fill del també ciutadà honrat Lluís Antoni Setantí i de Ferrara, fou cavaller de l'orde de Montesa (1606) i castlà de la Bella Guarda. De petit fou escolà de Montserrat. Entre els anys 1566 i 1571 anà als Països Baixos amb l'exèrcit del duc d'Alba, per participar en els terços de Flandes. A la tornada, Felip II li concedí el govern de la fortalesa de Bellaguarda, al Comtat de Rosselló. L'any 1586 va contraure matrimoni amb Verònica Cellers i Palau, vídua de Bernat-Joan Gomís, mercader, i filla de Josep Cellers, notari i escrivà major del General de Catalunya, i d'Anna Palau; i en 1608 amb Anna Brescho (o Bresco). No van tenir fills. El 1588 començà la seva carrera al govern municipal: conseller tercer, clavari el 1590 i conseller en cap el 1592. Des del 1599 tingué a càrrec seu els assumptes militars de Barcelona, fins que el 1601 hi renuncià sense un motiu conegut. Aquell mateix any fou jutge d'un certamen poètic celebrat a Barcelona. El 1603 fou diputat i, l'any següent, de nou conseller en cap de Barcelona. Fou ennoblit el 1610 pels seus serveis a Felip II i Felip III.
Com a erudit de l'època, va posseir una biblioteca personal composta per uns 370 volums corresponents a 338 títols escrits en llatí, català, castellà, francès i italià. El seu interès estava especialment encarat a les obres de geografia i història, però també a les de política i dret.

## Publicacions
El 1590 publicà Frutos de la historia, on inclogué una traducció del treball de Francesco Guicciardini Propositioni overo Considerationi in materia di cose di Stato sotto titolo di Avertimenti, Arredimenti Civili e Cocetti Politici, un conjunt de 145 consells polítics que es complementaren amb 55 del mateix Setantí. El llibre, basat en Tucídides, Xenofont, Heròdot, Tàcit i altres clàssics, també inclou un discurs sobre la història. Fou reeditat el 1610 i traduït a l'italià el 1617 per Francesco Prati. Setantí, també és autor del recull d'aforismes, basats en la tradició clàssica, Centellas de varios conceptos, con los Avisos de amigo..., que aparegué el 1614, juntament amb els Aforismos sacados de la Historia de Publio Cornelio Tácito por el Dr. Benedicto Arias Montano para la conservación y aumento de las Monarquías, hasta ahora no impreso. Y las Centellas de varios conceptos con los de amigo de don Joaquim Setantí... (1614). L'obra, composta per 500 preceptes atribuïts a B. Arias Montano, n'inclogué 85 més –les centellas de Setantí–, qualificats per F. Sanmartí de «vulgares perogrulladas». La part dels Avisos de amigo fou reeditada a Madrid el 1808 i, posteriorment, el 1857. Aquests aforismes foren traduïts al català per Ernest Moliné i Brasés (1909) i per Joaquim Casas i Carbó (1900).